# اسپیرمن (تگزاس)
اسپیرمن، تگزاس(به انگلیسی: Spearman, Texas) شهری در ایالت تگزاس از ایالات جنوبی ایالات متحده آمریکا است. در سرشماری سال ۲۰۰۰، جمعیت این شهر ۳۰۲۱ نفر اعلام شد.